# М'юту
М'юту (яп. ミュウツー Мю: цу:, англ. Mewtwo) — один з 1015 видів Покемонів. Головний персонаж повнометражного фільму «Pokemon: The First Movie - Mewtwo Strikes Back» і спешл «Pokemon: Mewtwo Returns». При цьому в рецензії THEM Anime, до повнометражного фільму зазначається шаблонність поведінки М'юту як лиходія і що якби М'юту був цікавішим лиходієм — сюжет став би сильніше. М'юту, як і інші Покемони, бився як проти диких, так і ручних Покемонів.
Ім'я М'юту походить від М'ю, чиї гени послужили його зародження. Суфікс «ту» (two, два) відсилає до того, що М'юту є клоном, вищим ніж М'ю. Ім'я М'юту відноситься як до виду в цілому, так і до індивідуальних особистостей в іграх, аніме, манзі, ігрових картах, та інших Покемедіа.

## Біологічні характеристики
М'юту — надклон М'ю, який був створений вченими на основі генетичного матеріалу М'ю, пристосований використовувати можливості наявних у нього психокінетичних сил. Існує лише кілька Покемонів, створених людиною.
Його тіло яскраво фіолетового кольору і вкрай схоже на тіло прибульця. Він також трохи схожий на М'ю; це цілком логічно, адже він — клон М'ю, лише генетично поліпшений. Замість вух у М'юту два маленьких короткі роги. Його тіло більш людиноподібне, ніж тіло М'ю, але воно все одно зберігає невелику схожість з котячими. Він має відмінно поставлені грудні м'язи, проте більшість частин тіла — тонкі та виглядають дуже кволо.
Завдяки його генетичному зв'язку з М'ю, його сутність пов'язана з приголомшливими телепатичними та телекінетіческіе силами, сили М'юту — незаперечні. М'юту може застосувати телекінез, щоб підняти великі об'єкти, такі як люди й Покемони, високо над землею, з силою кидати їх по повітрю, далеко відкинути. Він також може левітувати. Фактично, М'юту може досягти польоту лише невеликим зусиллям свого розуму, енергією спрямованою відповідним чином. Під час битви з іншими Покемонами, М'юту здається непереможним, оскільки за допомогою силового поля здатний захистити себе від атаки будь-якої сили, водночас від його власних енергетичних і пси-атак захиститися майже неможливо. Він також може легко проникнути у свідомість людини та маніпулювати їм за своїм бажанням, так само як і стерти пам'ять цієї людини згодом.
В аніме М'юту спочатку мав стійке почуття озлобленості та недовіри до людей, проте згодом це почуття зменшується і він проявляє співчуття і турботу.
Хоча М'юту і є клоном М'ю, він не має можливості використати всі його атаки та рухи з невідомих причин.